# Tampa, Florida
Tampa là một thành phố bên bờ Tây của tiểu bang Florida, Hoa Kỳ, và là quận lỵ của Quận Hillsborough. Đây là thành phố trung tâm của Vùng đô thị Tampa-Saint Petersburg-Clearwater tập trung ở xung quanh Vịnh Tampa. Tampa là một trung tâm công nghiệp lớn và cảng biển và từ năm 1980 thành phố và khu vực đô thị bao quanh đã trở thành một trong những trung tâm tài chính và thương mại quan trọng của Florida.

## Địa lý và khí hậu
Tampa nằm ở cửa Sông Hillsborough và tại đầu của Vịnh Tampa, vịnh nhỏ lớn nhất trong Vịnh Mexico trên Bán đảo Florida. Tampa thường được liên hệ với St. Petersburg nằm bên kia vịnh về phía tây Nam. Tuy nhiên, Tampa tập trung vào công nghiệp và kinh doanh, khác với thành phố chị em của nó là một địa điểm hàng đầu về du lịch. Khí hậu của Tampa bán nhiệt đới. Thời tiết của được Vịnh Mexico làm cho ôn hoà, có đặc trưng nhiệt độ dễ chịu dù mùa Đông đôi khi lạnh cóng. Nhiệt độ trung bình cao vào tháng Giêng là 21 °C (70 °F) và trung bình thấp là 10 °C (50 °F); nhiệt độ trung bình cao tháng 7 là 32 °C (90 °F) và trung bình thấp là 24 °C (75 °F). Tampa hàng năm nhận một lượng mưa 1.140 mm (45 inch), phần lớn mưa vào tháng 6 đến tháng 9 vào cuối buổi chiều kèm theo dông. Trên thực tế, Vịnh Tampa trải qua nhiều ngày bão tố tố hàng năm nhiều hơn bất cứ địa điểm nào khác ở Hoa Kỳ. Do tần số bão tốc cao nên thành phố mới có tên gọi như là Tampa, tiếng thổ dân châu Mỹ Calusa từ này có nghĩa là "tia chớp".